# 安祖·莊臣
安德鲁·约翰逊（英語：Andrew Johnson，1981年2月10日—），英格蘭職業足球員，擔任前鋒。

## 職業生涯

### 伯明翰城
安祖·莊臣是伯明翰城的青訓球員，協助球隊打入2001年英格蘭聯賽盃決賽對利物浦，雙方保持1-1至加時完場，互射十二碼時安祖·莊臣射失，令球隊未能奪冠。2001/02球季，安祖·莊臣間中獲上場機會，並協助球隊於2002年升班。該季後，安祖·莊臣被用作交易條件之一，被伯明翰城用作買入前鋒克林頓·莫里森（Clinton Morrison）。最終，2002年7月30日，水晶宮以75萬英鎊把安祖·莊臣簽入。

### 水晶宮
水晶宮以75萬英鎊把安祖·莊臣簽入，這項轉會交易並不受人注目，但這卻成為水晶宮成功的投資。2002年10月26日，安祖·莊臣大耍帽子戲法助球隊以5-0大勝白禮頓。
2003/04球季，安祖·莊臣表現出眾，是球隊首席射手，在所有比賽射入32球，協助水晶宮順利升上英超。在2004/05賽季，莊臣效力當時升上英超的水晶宮一鳴驚人，入球率仍然高企，整個賽季共進21球，僅落後該季「神射手」亨利4球。他近數季的表現吸引不少大球會的興趣，包括愛華頓。但他仍決定跟隨球會降落英冠，2005年8月2日，安祖·莊臣與水晶宮續約五年。

### 愛華頓
2006年5月，安祖·莊臣以860萬英鎊從水晶宮轉投英超球會愛華頓，成為球會最高身價加盟的球員，他的4萬英鎊周薪亦令他成為愛華頓薪酬最高的球員。
2007年11月6日，安祖·莊臣再與愛華頓續簽5年合約。

### 富咸
2008年整個夏季傳聞安祖·莊臣的轉會消息終於在8月7日落實，返回倫敦轉投，簽約四年，轉會費金額沒有透露，估計為1,050萬英鎊。

### 昆士柏流浪
2012年6月18日安德鲁·莊臣以自由身轉會昆士柏流浪並簽二年合約。

### 回歸水晶宮
水晶宮於2014年9月3日以自由轉會與莊臣簽下短期合約。主教練尼爾·禾諾克表示他亦受邀請加入教練工作，協助訓練陣中年輕射手。

## 國家隊
安祖·莊臣曾為U20足球代表隊參加1999年世界青年足球錦標賽，當年的隊友有史超活·泰萊、艾殊利·高爾、艾法寧頓、高治等。該年隊伍三戰全敗，一球未進，排於榜末。
2004/05賽季英超聯賽中，安祖·莊臣是一眾英格蘭球員進球最多者，共21球，僅落後該季「神射手」亨利4球，因此受到國家隊的注意。在2005年2月9日對荷蘭時首次上陣，於61分鐘代替朗尼。2005年夏季，英格蘭美國之旅中，安祖·莊臣首次獲正選，對美國以2-1獲勝。

## 外部連結
- 足球数据库：安祖·莊臣的球员统计数据
- 愛華頓官方網頁 安祖·莊臣資料 （页面存档备份，存于）
- Andrew Johnson statistics, honours, timeline （页面存档备份，存于）(footballdatabase.com)
- 安祖·莊臣資料官方網頁(Icons.com)